# Cálculo vectorial
El cálculo vectorial, análisis vectorial o cálculo multivariable es un campo de las matemáticas referidas al análisis real multivariable de vectores en 2 o más dimensiones. Es un enfoque de la geometría diferencial como conjunto de fórmulas y técnicas para solucionar problemas muy útiles para la ingeniería y la física. 
Consideramos los campos vectoriales, que asocian un vector a cada punto en el espacio, y campos escalares, que asocian un escalar a cada punto en el espacio. Por ejemplo, la temperatura de una piscina es un campo escalar: a cada punto asociamos un valor escalar de temperatura. El flujo del agua en la misma piscina es un campo vectorial: a cada punto asociamos un vector de velocidad. 
Cuatro operaciones son importantes en el cálculo vectorial: 
- Gradiente: mide la tasa y la dirección del cambio en un campo escalar; el gradiente de un campo escalar es un campo vectorial.
- Rotor o rotacional: mide la tendencia de un campo vectorial a rotar alrededor de un punto; el rotor de un campo vectorial es otro campo vectorial.
- Divergencia: mide la tendencia de un campo vectorial a originarse o converger hacia ciertos puntos; la divergencia de un campo vectorial es un campo escalar.
- Laplaciano: relaciona el "promedio" de una propiedad en un punto del espacio con otra magnitud, es un operador diferencial de segundo orden.

La mayoría de los resultados analíticos se entienden más fácilmente usando la maquinaria de la geometría diferencial, de la cual el cálculo vectorial forma un subconjunto. 

## Historia
El estudio de los vectores se origina con la invención de los cuaterniones de Hamilton, quien junto a otros los desarrollaron como herramienta matemáticas para la exploración del espacio físico. Pero los resultados fueron desilusionantes, porque vieron que los cuaterniones eran demasiado complicados para entenderlos con rapidez y aplicarlos fácilmente.
Los cuaterniones contenían una parte escalar y una parte vectorial, y las dificultades surgían cuando estas partes se manejaban al mismo tiempo. Los científicos se dieron cuenta de que muchos problemas se podían manejar considerando la parte vectorial por separado y así comenzó el Análisis Vectorial.
Este trabajo se debe principalmente al físico estadounidense Josiah Willard Gibbs (1839-1903) y al físico matemático inglés Oliver Heaviside (1850-1925).
Recientemente, se ha desarrollado el Cálculo Fraccional de Conjuntos (en inglés, Fractional Calculus of Sets o FCS) como una metodología derivada del Cálculo Fraccional. Esta metodología, mencionada por primera vez en el artículo "Sets of Fractional Operators and Numerical Estimation of the Order of Convergence of a Family of Fractional Fixed-Point Methods", tiene como objetivo caracterizar y organizar los elementos del cálculo fraccional mediante el uso de conjuntos, aprovechando la variedad de operadores fraccionales disponibles en la literatura.
Actualmente, el cálculo fraccional carece de una definición unificada de lo que constituye una derivada fraccional. En consecuencia, cuando no es necesario especificar explícitamente la forma de una derivada fraccional, típicamente se denota de la siguiente manera:
Los operadores fraccionales tienen varias representaciones, pero una de sus propiedades fundamentales es que recuperan los resultados del cálculo tradicional a medida que {\displaystyle \alpha \to n}. Considerando una función escalar {\displaystyle h:\mathbb {R} ^{m}\to \mathbb {R} } y la base canónica de {\displaystyle \mathbb {R} ^{m}} denotada por {\displaystyle \{{\hat {e}}_{k}\}_{k\geq 1}}, el siguiente operador fraccional de orden {\displaystyle \alpha } se define utilizando notación de Einstein:
Denotando {\displaystyle \partial _{k}^{n}} como la derivada parcial de orden {\displaystyle n} con respecto al componente {\displaystyle k}-ésimo del vector {\displaystyle x}, se define el siguiente conjunto de operadores fraccionales:

## Cálculo diferencial en campos escalares y vectoriales

### Funciones de Rnen Rm. Campos escalares y vectoriales
Formularemos las definiciones para campos vectoriales. También serán válidas para campos escalares. Sea
{\displaystyle \mathbf {f} :V\longrightarrow W}
un campo vectorial que hace corresponder a todo punto P definido biunívocamente por su vector posición, un vector {\displaystyle \mathbf {f} {\big (}\mathbf {OP} {\big )}} donde el punto O es nuestro origen de coordenadas.
{\displaystyle V\subseteq \mathbb {R} ^{n},W\subseteq \mathbb {R} ^{m},} con {\displaystyle n>1} y {\displaystyle m\geqslant 1}. Cuando {\displaystyle m=1} tenemos un campo escalar. Para {\displaystyle m>1} tenemos un campo vectorial. Utilizaremos la norma euclídea para hallar la magnitud de los vectores.

### Límites y continuidad
Si {\displaystyle \mathbf {a} \in \mathbb {R} ^{n}} y {\displaystyle \mathbf {b} \in \mathbb {R} ^{m}.} Escribimos:

{\displaystyle \lim _{\mathbf {x} \to \mathbf {a} }\mathbf {f} {\big (}\mathbf {x} {\big )}=\mathbf {b} },

o bien,

{\displaystyle \mathbf {f} (\mathbf {x} )\rightarrow \mathbf {b} } cuando {\displaystyle \mathbf {x} \rightarrow \mathbf {a} }

para expresar lo siguiente:
{\displaystyle \lim _{{\big \|}\mathbf {x-a} {\big \|}\to 0}{\big \|}\mathbf {f} {\big (}\mathbf {x} {\big )}-\mathbf {b} {\big \|}=0}
donde {\displaystyle {\big \|}\mathbf {x} {\big \|}} es la norma euclídea de {\displaystyle \mathbf {x} }.
Expresándolo en función de las componentes de {\displaystyle \mathbf {x} ={\big (}x_{1},\ldots ,x_{n}{\big )},\mathbf {a} ={\big (}a_{1},\ldots ,a_{n}{\big )},}
{\displaystyle \lim _{{\big (}x_{1},\ldots ,x_{n}{\big )}\to {\big (}a_{1},\ldots ,a_{n}{\big )}}\mathbf {f} {\big (}x_{1},\ldots ,x_{n}{\big )}=\mathbf {b} }
o, de forma equivalente,
{\displaystyle \lim _{\mathbf {x} \to \mathbf {a} }\mathbf {f} {\big (}\mathbf {x} {\big )}=\mathbf {b} }
| Decimos que una función {\displaystyle \mathbf {f} } es continua en {\displaystyle \mathbf {a} \Leftrightarrow \lim _{\mathbf {x} \to \mathbf {a} }\mathbf {f} {\big (}\mathbf {x} {\big )}=\mathbf {f} {\big (}\mathbf {a} {\big )}} |

| {\displaystyle \lim _{\mathbf {x} \to \mathbf {a} }\mathbf {f} {\big (}\mathbf {x} {\big )}=\mathbf {b} ,\lim _{\mathbf {x} \to \mathbf {a} }\mathbf {g} {\big (}\mathbf {x} {\big )}=\mathbf {c} \Rightarrow } a) {\displaystyle \lim _{\mathbf {x} \to \mathbf {a} }{\big [}\mathbf {f} +\mathbf {g} {\big ]}{\big (}\mathbf {x} {\big )}=\mathbf {b} +\mathbf {c} } b) {\displaystyle \lim _{\mathbf {x} \to \mathbf {a} }\lambda \mathbf {f} {\big (}\mathbf {x} {\big )}=\lambda \mathbf {b} \quad \forall \lambda \in \mathbb {R} } c) {\displaystyle \lim _{\mathbf {x} \to \mathbf {a} }{\big (}\mathbf {f} \cdot \mathbf {g} {\big )}{\big (}\mathbf {x} {\big )}=\mathbf {b} \cdot \mathbf {c} } (producto escalar de {\displaystyle \mathbf {b} } con {\displaystyle \mathbf {c} }). d) {\displaystyle \lim _{\mathbf {x} \to \mathbf {a} }{\Big \\|}\mathbf {f} {\big (}\mathbf {x} {\big )}{\Big \\|}={\big \\|}\mathbf {b} {\big \\|}} |

| Demostración |
| Sabemos que a) y b) en el teorema se verifican si {\displaystyle f} y {\displaystyle g} son funciones escalares. Por tanto, si {\displaystyle \mathbf {b} ={\big (}b_{1},\ldots ,b_{m}{\big )},\mathbf {c} ={\big (}c_{1},\ldots ,c_{m}{\big )}} tenemos {\displaystyle {\begin{array}{rl}a)&\mathbf {f} {\big (}\mathbf {x} )={\big [}f_{1}{\big (}\mathbf {x} {\big )},\ldots ,f_{m}{\big (}\mathbf {x} {\big )}{\big ]},\mathbf {g} {\big (}\mathbf {x} )={\Big [}g_{1}{\big (}\mathbf {x} {\big )},\ldots ,g_{m}{\big (}\mathbf {x} {\big )}{\Big ]}\\&\lim _{\mathbf {x} \to \mathbf {a} }{\big (}\mathbf {f} +\mathbf {g} {\big )}{\big (}\mathbf {x} {\big )}=\lim _{\mathbf {x} \to \mathbf {a} }{\Big [}{\big (}f_{1}+g_{1}{\big )}{\big (}\mathbf {x} {\big )},\ldots ,{\big (}f_{m}+g_{m}{\big )}{\big (}\mathbf {x} {\big )}{\Big ]}=\\&{\Big [}\lim _{\mathbf {x} \to \mathbf {a} }{\big (}f_{1}+g_{1}{\big )}{\big (}\mathbf {x} {\big )},\ldots ,\lim _{\mathbf {x} \to \mathbf {a} }{\big (}f_{m}+g_{m}{\big )}{\big (}\mathbf {x} {\big )}{\Big ]}=\\&{\Big [}\lim _{\mathbf {x} \to \mathbf {a} }f_{1}{\big (}\mathbf {x} {\big )}+\lim _{\mathbf {x} \to \mathbf {a} }g_{1}(\mathbf {x} {\big )},\ldots ,\lim _{\mathbf {x} \to \mathbf {a} }f_{m}{\big (}\mathbf {x} {\big )}+\lim _{\mathbf {x} \to \mathbf {a} }g_{m}{\big (}\mathbf {x} {\big )}{\Big ]}=\\&{\big (}b_{1}+c_{1},\ldots ,b_{m}+c_{m}{\big )}={\big (}b_{1},\ldots ,b_{m}{\big )}+{\big (}c_{1},\ldots ,c_{m}{\big )}=\mathbf {b} +\mathbf {c} \end{array}}} {\displaystyle {\begin{array}{rl}b)&\lim _{\mathbf {x} \to \mathbf {a} }\lambda \mathbf {f} {\big (}\mathbf {x} {\big )}=\lim _{\mathbf {x} \to \mathbf {a} }\lambda {\Big [}f_{1}{\big (}\mathbf {x} {\big )},\ldots ,f_{m}{\big (}\mathbf {x} {\big )}{\Big ]}=\lim _{\mathbf {x} \to \mathbf {a} }{\Big [}\lambda f_{1}{\big (}\mathbf {x} {\big )},\ldots ,\lambda f_{m}{\big (}\mathbf {x} {\big )}{\Big ]}=\\&{\Big [}\lim _{\mathbf {x} \to \mathbf {a} }\lambda f_{1}{\big (}\mathbf {x} {\big )},\ldots ,\lim _{\mathbf {x} \to \mathbf {a} }\lambda f_{m}{\big (}\mathbf {x} {\big )}{\Big ]}={\Big [}\lambda \lim _{\mathbf {x} \to \mathbf {a} }f_{1}{\big (}\mathbf {x} {\big )},\ldots ,\lambda \lim _{\mathbf {x} \to \mathbf {a} }f_{m}{\big (}\mathbf {x} {\big )}{\Big ]}=\\&\lambda {\Big [}\lim _{\mathbf {x} \to \mathbf {a} }f_{1}{\big (}\mathbf {x} {\big )},\ldots ,\lim _{\mathbf {x} \to \mathbf {a} }f_{m}{\big (}\mathbf {x} {\big )}{\Big ]}=\lambda {\big (}b_{1},\ldots ,b_{m}{\big )}=\lambda \mathbf {b} \end{array}}} {\displaystyle c)\quad {\big (}\mathbf {f} \cdot \mathbf {g} {\big )}{\big (}\mathbf {x} {\big )}-\mathbf {b} \cdot \mathbf {c} ={\Big [}\mathbf {f} {\big (}\mathbf {x} {\big )}-\mathbf {b} {\Big ]}\cdot {\Big [}\mathbf {g} {\big (}\mathbf {x} {\big )}-\mathbf {c} {\Big ]}+\mathbf {b} \cdot {\Big [}\mathbf {g} {\big (}\mathbf {x} {\big )}-\mathbf {c} {\Big ]}+\mathbf {c} \cdot {\Big [}\mathbf {f} {\big (}\mathbf {x} {\big )}-\mathbf {b} {\Big ]}} Aplicando la desigualdad triangular y la desigualdad de Cauchy-Schwarz tenemos {\displaystyle {\begin{array}{l}{\Big \|}{\big (}\mathbf {f} \cdot \mathbf {g} {\big )}{\big (}\mathbf {x} {\big )}-\mathbf {b} \cdot \mathbf {c} {\Big \|}\leqslant {\Big \\|}\mathbf {f} {\big (}\mathbf {x} {\big )}-\mathbf {b} {\Big \\|}\cdot {\Big \\|}\mathbf {g} {\big (}\mathbf {x} {\big )}-\mathbf {c} {\Big \\|}+{\big \\|}\mathbf {b} {\big \\|}\cdot {\Big \\|}\mathbf {g} {\big (}\mathbf {x} {\big )}-\mathbf {c} {\Big \\|}+{\big \\|}\mathbf {c} {\big \\|}\cdot {\Big \\|}\mathbf {f} {\big (}\mathbf {x} {\big )}-\mathbf {b} {\Big \\|}\Rightarrow \\0\leqslant \lim _{{\big \\|}\mathbf {x} -\mathbf {a} {\big \\|}\to 0}{\Big \|}{\big (}\mathbf {f} \cdot \mathbf {g} {\big )}{\big (}\mathbf {x} {\big )}-\mathbf {b} \cdot \mathbf {c} {\Big \|}\leqslant \lim _{{\big \\|}\mathbf {x} -\mathbf {a} {\big \\|}\to 0}{\Big \\|}\mathbf {f} {\big (}\mathbf {x} {\big )}-\mathbf {b} {\Big \\|}\cdot \lim _{{\big \\|}\mathbf {x} -\mathbf {a} {\big \\|}\to 0}{\Big \\|}\mathbf {g} {\big (}\mathbf {x} {\big )}-\mathbf {c} {\Big \\|}+\\{\big \\|}\mathbf {b} {\big \\|}\cdot \lim _{{\big \\|}\mathbf {x} -\mathbf {a} {\big \\|}\to 0}{\Big \\|}\mathbf {g} {\big (}\mathbf {x} {\big )}-\mathbf {c} {\Big \\|}+{\big \\|}\mathbf {c} {\big \\|}\lim _{{\big \\|}\mathbf {x} -\mathbf {a} {\big \\|}\to 0}{\Big \\|}\mathbf {f} {\big (}\mathbf {x} {\big )}-\mathbf {b} {\Big \\|}=0\cdot 0+{\big \\|}\mathbf {b} {\big \\|}\cdot 0+{\big \\|}\mathbf {c} {\big \\|}\cdot 0=\\0\end{array}}} , como queríamos demostrar. {\displaystyle d)\quad \mathbf {g} {\big (}\mathbf {x} {\big )}=\mathbf {f} {\big (}\mathbf {x} {\big )},\mathbf {c} =\mathbf {b} \Rightarrow \lim _{\mathbf {x} \to \mathbf {a} }{\Big \\|}\mathbf {f} {\big (}\mathbf {x} {\big )}{\Big \\|}^{2}={\big \\|}\mathbf {b} {\big \\|}^{2}}, como queríamos demostrar. |

| Sean {\displaystyle \mathbf {f} } y {\displaystyle \mathbf {g} } dos funciones tales que la función compuesta {\displaystyle \mathbf {f} \circ \mathbf {g} } está definida en {\displaystyle \mathbf {a} }, siendo {\displaystyle {\big (}\mathbf {f} \circ \mathbf {g} {\big )}{\big (}\mathbf {x} {\big )}=\mathbf {f} {\Big [}\mathbf {g} {\big (}\mathbf {x} {\big )}{\Big ]}} {\displaystyle \mathbf {g} } es continua en {\displaystyle \mathbf {a} } y {\displaystyle \mathbf {f} } es continua en {\displaystyle \mathbf {g} {\big (}\mathbf {a} {\big )}\Rightarrow {\big (}\mathbf {f} \circ \mathbf {g} {\big )}} es continua en {\displaystyle \mathbf {a} }. |

| Demostración |
| Sean {\displaystyle \mathbf {y} =\mathbf {g} {\big (}\mathbf {x} {\big )}} y {\displaystyle \mathbf {b} =\mathbf {g} {\big (}\mathbf {a} {\big )}}. Entonces, {\displaystyle {\begin{array}{l}\lim _{{\big \\|}\mathbf {x} -\mathbf {a} {\big \\|}\to 0}{\Big \\|}\mathbf {f} {\Big [}\mathbf {g} {\big (}\mathbf {x} {\big )}{\Big ]}-\mathbf {f} {\Big [}\mathbf {g} {\big (}\mathbf {a} {\big )}{\Big ]}{\Big \\|}=\lim _{{\big \\|}\mathbf {y} -\mathbf {b} {\big \\|}\to 0}{\Big \\|}\mathbf {f} {\big (}\mathbf {y} {\big )}-\mathbf {f} {\big (}\mathbf {b} {\big )}{\Big \\|}=0\Rightarrow \\\lim _{\mathbf {x} \to \mathbf {a} }\mathbf {f} {\Big [}\mathbf {g} {\big (}\mathbf {x} {\big )}{\Big ]}=\mathbf {f} {\Big [}\mathbf {g} {\big (}\mathbf {a} {\big )}{\Big ]}\end{array}}} como queríamos demostrar. |

### Derivadas direccionales

#### Derivada de un campo escalar respecto a un vector

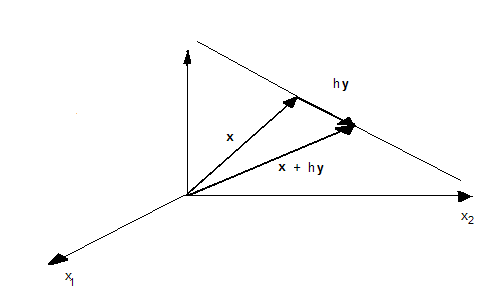

| Sea {\displaystyle f:S\subseteq \mathbb {R} ^{n}\longrightarrow \mathbb {R} }. Sea {\displaystyle \mathbf {x} } un vector cuyo origen es el origen de coordenadas y cuyo extremo {\displaystyle \in S,} e {\displaystyle \mathbf {y} } un vector arbitrario de {\displaystyle \mathbb {R} ^{n}}. Definimos la derivada de f en {\displaystyle \mathbf {x} } respecto a {\displaystyle \mathbf {y} } como {\displaystyle f'{\big (}\mathbf {x} ;\mathbf {y} {\big )}=\lim _{h\to 0}{\cfrac {f{\big (}\mathbf {x} +h\mathbf {y} {\big )}-f{\big (}\mathbf {x} {\big )}}{h}}} |

#### Derivadas parciales
| {\displaystyle {\cfrac {\partial f}{\partial x_{k}}}=\lim _{h\to 0}{\cfrac {f{\big (}x_{1},\ldots ,x_{k}+h,\ldots ,x_{n}{\big )}-f{\big (}x_{1},\ldots ,x_{k},\ldots ,x_{n}{\big )}}{h}}} |

Si derivamos la expresión anterior respecto a una segunda variable, {\displaystyle x_{j}}, tendremos {\displaystyle {\cfrac {\partial ^{2}f}{\partial x_{j}\partial x_{k}}}}. En la práctica, calcularemos {\displaystyle {\cfrac {\partial f}{\partial x_{k}}}} derivando respecto a {\displaystyle x_{k}} y suponiendo ctm{\displaystyle x_{j},\quad \forall j\neq k} constante.

### La diferencial

#### Definición de campo escalar diferenciable
| Decimos que f es diferenciable en {\displaystyle \mathbf {a} \Leftrightarrow } {\displaystyle \exists f_{L}:\mathbb {R} ^{n}\longrightarrow \mathbb {R} {\Big \|}\lim _{{\big \\|}\mathbf {v} {\big \\|}\to \mathbf {0} }f{\big (}\mathbf {a} +\mathbf {v} {\big )}=f{\big (}\mathbf {a} {\big )}+f_{L}{\big (}\mathbf {v} {\big )}}. {\displaystyle f_{L}} ha de ser una aplicación lineal, que definimos como la diferencial de f en a. |

La anterior ecuación es la fórmula de Taylor de primer orden para {\displaystyle f{\big (}\mathbf {a} +\mathbf {v} {\big )}}.

#### Teorema de unicidad de la diferencial
| {\displaystyle f} es diferenciable en {\displaystyle \mathbf {x} } con diferencial {\displaystyle f_{L}{\big (}\mathbf {y} {\big )}\Rightarrow } a) {\displaystyle \exists f'{\big (}\mathbf {x} ;\mathbf {y} {\big )}\quad \forall \mathbf {y} \in \mathbb {R} ^{n}} b) {\displaystyle f'{\big (}\mathbf {x} ;\mathbf {y} {\big )}=\sum _{k=1}^{n}y_{k}{\cfrac {\partial f}{\partial x_{k}}}} |

| Demostración |
| {\displaystyle {\begin{array}{rl}a)&\mathbf {v} =h\mathbf {y} ,\quad h\in \mathbb {R} ,\\&\lim _{{\big \\|}\mathbf {v} {\big \\|}\to \mathbf {0} }f{\big (}\mathbf {x} +\mathbf {v} {\big )}=\lim _{{\big \\|}\mathbf {v} {\big \\|}\to \mathbf {0} }f{\big (}\mathbf {x} +h\mathbf {y} {\big )}=f{\big (}\mathbf {x} {\big )}+f_{L}{\big (}h\mathbf {y} {\big )}=\\&f{\big (}\mathbf {x} {\big )}+hf_{L}{\big (}\mathbf {y} {\big )}\Rightarrow \\&\lim _{h\to 0}{\cfrac {f{\big (}\mathbf {x} +h\mathbf {y} {\big )}-f{\big (}\mathbf {x} {\big )}}{h}}=f'{\big (}\mathbf {x} ;\mathbf {y} {\big )}=f_{L}{\big (}\mathbf {y} {\big )}\end{array}}} como queríamos demostrar. {\displaystyle b)} Expresando {\displaystyle y} en función de sus componentes en la base {\displaystyle {\begin{array}{l}{\big \{}\mathbf {e} _{1},\ldots ,\mathbf {e} _{n}{\big \}},f_{L}{\big (}\mathbf {y} {\big )}=f_{L}{\big (}\sum _{k=1}^{n}y_{k}\mathbf {e} _{k}{\big )}=\sum _{k=1}^{n}y_{k}f_{L}{\big (}\mathbf {e} _{k}{\big )}=\sum _{k=1}^{n}y_{k}f'{\big (}\mathbf {x} ;\mathbf {e} _{k}{\big )}=\\\sum _{k=1}^{n}y_{k}{\cfrac {\partial f}{\partial x_{k}}}\end{array}}} como queríamos demostrar. |

#### Regla de la cadena
| Sea {\displaystyle f:S\subset \mathbb {R} ^{n}\longrightarrow \mathbb {R} } un campo escalar y {\displaystyle \mathbf {x} :J\subset \mathbb {R} \longrightarrow S}. Definimos la función compuesta {\displaystyle g=f\circ \mathbf {x} } como {\displaystyle g(t)=f{\Big [}\mathbf {x} {\big (}t{\big )}{\Big ]}}, entonces {\displaystyle \quad g'{\big (}t{\big )}=\sum _{k=1}^{n}{\cfrac {\partial f}{\partial x_{k}}}\cdot {\cfrac {dx_{k}}{dt}}} |

#### Diferencial de un campo vectorial
| Sea {\displaystyle \mathbf {f} :S\subseteq \mathbb {R} ^{n}\longrightarrow \mathbb {R} ^{m}} un campo vectorial. Sea {\displaystyle \mathbf {x} \in S} e {\displaystyle \mathbf {y} } un vector cualquiera. Definimos la derivada {\displaystyle \mathbf {f'} {\big (}\mathbf {x} ;\mathbf {y} {\big )}=\lim _{h\to 0}{\cfrac {\mathbf {f} {\big (}\mathbf {x} +h\mathbf {y} {\big )}-\mathbf {f} {\big (}\mathbf {x} {\big )}}{h}}} |

Expresando {\displaystyle \mathbf {f'} {\big (}\mathbf {x} ;\mathbf {y} {\big )}} en función de sus componentes, tenemos {\displaystyle \mathbf {f'} {\big (}\mathbf {x} ;\mathbf {y} {\big )}={\Big [}f'_{1}{\big (}\mathbf {x} ;\mathbf {y} {\big )},\ldots ,f'_{m}{\big (}\mathbf {x} ;\mathbf {y} {\big )}{\Big ]}}
| Decimos que {\displaystyle \mathbf {f} } es diferenciable {\displaystyle \Leftrightarrow \exists \mathbf {f} _{L}:\mathbb {R} ^{n}\longrightarrow \mathbb {R} ^{m}}, aplicación lineal que verifica: {\displaystyle \lim _{{\big \\|}\mathbf {v} {\big \\|}\to 0}\mathbf {f} {\big (}\mathbf {x} +\mathbf {v} {\big )}=\mathbf {f} {\big (}\mathbf {x} {\big )}+\mathbf {f} _{L}{\big (}\mathbf {v} {\big )}}. |

Esta es la fórmula de Taylor de primer orden para {\displaystyle \mathbf {f} .\quad \mathbf {f} _{L}{\big (}\mathbf {v} {\big )}=\mathbf {f} '{\big (}\mathbf {x} ;\mathbf {v} {\big )}}.
La matriz de {\displaystyle \mathbf {f} '} es su matriz jacobiana.

#### Diferenciabilidad implica continuidad
| Si un campo vectorial {\displaystyle \mathbf {f} } es diferenciable en {\displaystyle \mathbf {x} \Rightarrow } es continuo en {\displaystyle \mathbf {x} }. |

Se deduce fácilmente de la fórmula de Taylor de primer orden ya vista.

#### Regla de la cadena para diferenciales de campos vectoriales
| Sea {\displaystyle \mathbf {h} {\big (}\mathbf {x} {\big )}={\big (}\mathbf {f} \circ \mathbf {g} {\big )}{\big (}\mathbf {x} {\big )}} un campo vectorial definido y diferenciable en {\displaystyle \mathbf {x} }. Su diferencial {\displaystyle \mathbf {h} '{\big (}\mathbf {x} {\big )}} resulta ser {\displaystyle \mathbf {h} '{\big (}\mathbf {x} {\big )}=\mathbf {f} '{\Big [}\mathbf {g} {\big (}\mathbf {x} {\big )}{\Big ]}\circ \mathbf {g} '{\big (}\mathbf {x} {\big )}} |

### Condición suficiente para la igualdad de las derivadas parciales mixtas
| {\displaystyle {\cfrac {\partial ^{2}f}{\partial x_{i}\partial x_{j}}}={\cfrac {\partial ^{2}f}{\partial x_{j}\partial x_{i}}}\quad \forall i\neq j\Leftrightarrow } ambas derivadas parciales existen y son continuas en {\displaystyle \mathbf {x} }. |

## Aplicaciones del cálculo diferencial

### Cálculo de máximos, mínimos y puntos de ensilladura para campos escalares
| Un campo escalar tiene un máximo en {\displaystyle \mathbf {x} =\mathbf {a} \Leftrightarrow } existe una n-bola {\displaystyle B{\big (}\mathbf {a} {\big )}{\Big \|}\forall \mathbf {x} \in B{\big (}\mathbf {a} {\big )}\quad f{\big (}\mathbf {x} {\big )}\leqslant f{\big (}\mathbf {a} {\big )}} |

| Un campo escalar tiene un mínimo en {\displaystyle \mathbf {x} =\mathbf {a} \Leftrightarrow } existe una n-bola {\displaystyle B{\big (}\mathbf {a} {\big )}{\Big \|}\forall \mathbf {x} \in B{\big (}\mathbf {a} {\big )}\quad f{\big (}\mathbf {x} {\big )}\geqslant f{\big (}\mathbf {a} {\big )}} |

| Un campo escalar tiene un punto de ensilladura {\displaystyle \Leftrightarrow } {\displaystyle \forall B{\big (}\mathbf {a} {\big )}\quad \exists \mathbf {x} {\big \|}f{\big (}\mathbf {x} {\big )}\leqslant f{\big (}\mathbf {a} {\big )}\land \exists \mathbf {x} {\big \|}f{\big (}\mathbf {x} {\big )}\geqslant f{\big (}\mathbf {a} {\big )}}. |

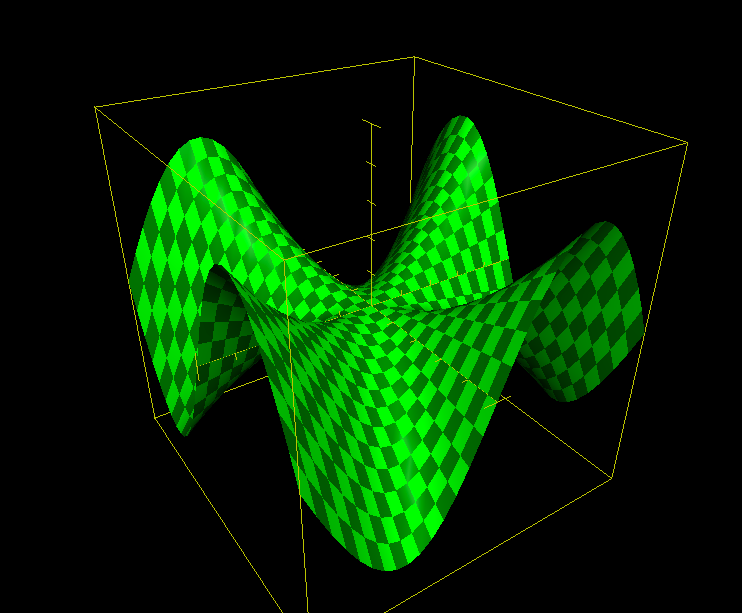
Función con un punto de ensilladura

Para saber si es uno de los casos anteriores:
1. Obtenemos {\displaystyle \mathbf {x} {\Big |}{\cfrac {\partial f}{\partial x_{k}}}=0\qquad \forall k{\Big |}1\leqslant k\leqslant n}
2. Obtenemos la matriz hessiana de f. Sea esta {\displaystyle \mathbf {F} {\big (}\mathbf {x} {\big )}}.
  1. {\displaystyle \mathbf {F} {\big (}\mathbf {x} {\big )}} es definida positiva {\displaystyle \Rightarrow f} tiene un mínimo local (mínimo relativo) en {\displaystyle \mathbf {x} }.
  2. {\displaystyle \mathbf {F} {\big (}\mathbf {x} {\big )}} es definida negativa {\displaystyle \Rightarrow f} tiene un máximo local (máximo relativo) en {\displaystyle \mathbf {x} }.
  3. {\displaystyle \mathbf {F} {\big (}\mathbf {x} {\big )}} es indefinida {\displaystyle \Rightarrow f} tiene un punto de ensilladura en {\displaystyle \mathbf {x} }.

En lo anteriormente expuesto, hemos supuesto que {\displaystyle {\cfrac {\partial ^{2}f}{\partial x_{i}\partial x_{j}}}} es continua {\displaystyle \forall i,j{\big |}1\leqslant i\leqslant n,1\leqslant j\leqslant n}